# Călmățuiu de Sus
Călmățuiu de Sus – wieś w Rumunii, w okręgu Teleorman, w gminie Călmățuiu de Sus. W 2011 roku liczyła 840 mieszkańców.